# Capriati a Volturno
Capriati a Volturno este o comună din provincia Caserta, regiunea Campania, Italia, cu o populație de 1.440 locuitori (1 ianuarie 2023) și o suprafață de 18,39 km².

## Demografie
Capriati a Volturno - evoluția demografică

|  | Graficele sunt indisponibile din cauza unor probleme tehnice. Mai multe informații se găsesc la Phabricator și la wiki-ul MediaWiki. |

Date: Recensăminte sau birourile de statistică - grafică realizată de Wikipedia